# Jegenyés János
Jegenyés János (Komló, 1946. október 31. – Pécs, 2008. augusztus 6.) magyar üvegművész és restaurátor, művészetszervező, a magyarországi üveggyártás történetének kutatója volt. A modern magyar és nemzetközi üvegművészet egyik meghatározó alakja.

Az azóta feltárt pusztabányai üveghuta maradványok felfedezője.

## Pályája

### Iskolái
Komlón született és itt járt általános iskolába, ahol többek között barátságot kötött Bachman Zoltánnal és Kárpáti Gáborral, akkori iskolatársaival, akikkel későbbi élete során is szakmai-baráti kapcsolatban maradt.
1961 és 1965 között a pécsi Művészeti Gimnázium díszítőfestő szakán tanult. Pályájába még az is belefért, hogy vájár volt a zobákpusztai bányában. (1982-ben aztán bányászemlékművet is tervezett.)
A Magyar Iparművészeti Főiskola szilikát tanszékén tanult 1969 és 1974 között, mestere Z. Gács György volt.

### Munkássága
1974 és 1989 között tervező művész volt az Üvegipari Művek miskolci és orosházi üveggyáraiban.
1989-től saját pécsi műhelyében dolgozott.
Többek közt építészeti üvegeket, reliefeket, funkcionális üvegtárgyakat és üvegplasztikákat alkotott. Formavilága egyszerre organikus és geometrikus, figuratív és nonfiguratív. Jellemző rá a hullám motívum.
Munkáit, amelyek a bárdudvarnoki–bárdibükki szimpozionokon készültek, a Rippl-Rónai Múzeum és a Goszthony Mária Alapítvány gyűjteménye őrzi.

#### Jelentős művei
Jelentős művei közül néhány:
Kiemelkedő műve a Dél-Pesti Kórház 180 négyzetméteres, tíz szintet átfogó, fémkeretbe zárt üvegfala, amelyet Buczkó György üvegtervező művésszel közösen alkotott, és 1979-ben valósult meg. Az üvegfal vonalrendszere az emberi test érrendszerét idézi fel. Színtelen síküveg, homokfúvott, savazott, eloxált alumíniumszerkezet.
Egy évvel halála előtt valósult meg „Hullámzás” című 48 négyzetméteres üvegkompozíciója a szekszárdi Babits Mihály Művelődési Központ színházának bejárata fölött.

#### Pécsett látható munkái
- Nyolcszögletű bevilágító üvegtéglák Memi pasa fürdőjénél beépítve (1981).
- A volt Centrophone irodaház fotocellásan nyíló „légzárványos” díszítésű kazettás üvegajtaja a Kórház téren (1995).
- 1997-ben ő restaurálta a rácvárosi templom festett, ólmozott üvegablakait
- Reliefes üvegtáblák a Vörös Ökör Étteremben (2007).

Nem valósult meg a pécsi Városháza dísztermébe tervezett festett, ólmozott színes üvegablak együttese. Ez a város térképét ábrázolta volna. Ez a terve 1987 és 1992 között készült.

#### Hosszúhetényben
2005-ben tervezte és kivitelezte a püspökszentlászlói Életrendezés Háza Szent család üvegablakát. A belsőépítész itt Novotny Béla volt.
2008. július 4-én, röviddel Jegenyés János halála után nyílt meg Hosszúhetényben az üvegmúzeum, amelynek létrehozása a művész régi álma volt.
Ő ismerte fel a szintén Hosszúhetényhez tartozó Pusztabánya üveghuta maradványainak a jelentőségét. A maradványokat barátja, Kárpáti Gábor régész tárta fel. A feltárás máig (2018 szeptembere) folyik. Jegenyés János munkájára és ösztönzésére a következő évtizedekben virágzó üveges kultúra épült a kelet-mecseki régióban rendszeres nyári üveges fesztiválokkal, üvegfúvással, Hosszúhetényben üvegmúzeummal, Püspökszentlászlón (az Életrendezés Házában) üvegszoborparkkal.

## Művészetszervező
Ő volt az 1986 és 1992 között a pécsi Várostörténei Múzeum udvarán tartott Pécsi Üveges Találkozók és az egyetlen magyarországi üvegművészeti alkotótelep (Bárdudvarnokon) szellemi atyja, első szervezője, illetve vezetője.
1990-91-ben, mikor megalakult az alkotótelep, a Képző- és Iparművészek Szövetségének Üveg Szakosztályának vezetőségi tagja volt, negyedmagával. 1990 és 1994 között az alkotótelep szakmai irányítója volt, 1998 és 2008 közt pedig szakmai tanácsadója.
1996-ban a Magyar Üvegművészeti Társaság alapítója lett.
1999-től a Magyar Kézműves Üveges Egyesület elnöke volt. (Ez ma a Nemzetközi Üvegművész Szövetség.)
Utolsó perceiig tervezte és szervezte, de már nem érhette meg a 2008. augusztus 17-én kezdődött XVIII. Bárdudvarnoki Nemzetközi Üvegszimpoziont.

## Magánélete
Gyermekéveit Komlón töltötte - itt született és itt kezdte meg iskolai tanulmányait is. Rajztanára Lantos Ferenc volt, aki felismerte rajztehetségét.
Szülei és felmenői svábok voltak, testvére nem volt. Édesapja eredeti családneve Jauch volt, amit Jegenyés-re magyarosítottak. Felmenői földműveléssel, fazekassággal, valamint szénbányászattal is foglalkoztak. Édesanyja szüleit és testvérét kitelepítették, vagyonukat elkobozták.
Egyik távolabbi unokatestvére - Mühl Mátyás sújtólégrobbanás következtében fiatalon életét vesztette Komló térségében, aminek hatására emlékmű-tervet készített a bányaszerencsétlenségekben elhunytak emlékére.
Szerette a tájfutást és sokat futott a Kelet-Mecsekben. (Tájfutóként figyelt fel egy régi üvegkemence romjaira Pusztabányánál. Volt iskolatársa és barátja - Kárpáti Gábor - az ő ösztönzésére kezdte meg az egyedülálló épületegyüttes feltárását. Jegenyés János alapozta meg az üvegkultúra újraéledését a régióban.)
1974-ben Pécsen házasságot kötött Móker Zsuzsanna porcelántervező iparművésszel.
Három gyermekük született: Jegenyés Diána (Pécs, 1975. február 9.) - aki szobrász szakon végzett a Pécsi Egyetem Művészeti Karán (Pécsi Tudományegyetem#Művészeti Ka)), Jegenyés Jusztina (Pécs, 1977. július 27.) - aki üvegtervező iparművészként diplomázott Budapesten a Moholy-Nagy Művészeti Egyetem-en, valamint Jegenyés Martina (1979. május 19.) - aki a Pécsi Egyetem Pollack Mihály műszaki karán (Pécsi Tudományegyetem#Műszaki és Informatikai Kar) építész képzésben vett részt és jelenleg belsőépítészeti tervezéssel foglalkozik.

## Díjai
- 1975: Építészeti Üveg Pályázat I. díja
- 1979: a spanyolországi Valenciában rendezett IX. Nemzetközi Ipari Design Kiállítás különdíja
- 1982: II. Országos Szilikátipari Formatervezési Triennálé díja, Kecskemét [2]
- 1989: Pro Arte Vitraria-díj
- 1990: Dél-Dunántúli Tárlat, Kaposvár Város Díja
- 1994: Ferenczy Noémi-díj és Martyn Ferenc alkotói ösztöndíj
- 2003: a Siklósi Szalonon Pécs Város díja
- 2007: a Siklósi Szalonon a Baranya Megyei Közgyűlés díja és a Lembergi (Lvov, Ukrajna) VII. Nemzetközi Üvegszimpozionon a Lvov-i Művészeti Akadémia díja.